# Vallecitos de Hermiltepec
Vallecitos de Hermiltepec, ibland bara Vallecito, är en ort i kommunen Luvianos i delstaten Mexiko i Mexiko. Samhället hade 261 invånare vid folkräkningen år 2020.